# Maniac Cop - Il poliziotto maniaco
Maniac Cop - Il poliziotto maniaco (Maniac Cop 2) è un film del 1990, secondo capitolo della saga horror sul personaggio del poliziotto maniaco ma distribuito in Italia prima del film originale, Maniac Cop - Poliziotto sadico (1988), uscito solo nel 1992.
Come il capitolo precedente è diretto da William Lustig, scritto e prodotto da Larry Cohen, con Robert Z'Dar nel ruolo del maniac cop Matt Cordell. Oltre a Z’Dar, gli interpreti principali sono Robert Davi e Claudia Christian, mentre Bruce Campbell e Laurene Landon, che erano tra i protagonisti del primo capitolo, appaiono nel sequel solo per pochi minuti visto che i loro personaggi vengono eliminati da Cordell a inizio film. Il franchise si concluderà 2 anni dopo con Maniac Cop 3 - Il distintivo del silenzio.

## Trama
Il film inizia subito dopo la fine del primo capitolo: Jack e Theresa vengono prosciolti dalle accuse degli omicidi commessi dal poliziotto assassino, ma nonostante tutto i loro superiori non credono che l'assassino fosse l'agente Matt Cordell. Cordell invece è ancora vivo e torna per vendicarsi, uccide così Jack e Theresa. Ora a dargli la caccia ci sono il tenente McKenney e una psicologa del dipartimento di polizia, a complicare le cose ci si mettono Turkell, un maniaco sessuale e Blum, un detenuto condannato a morte, che si alleano con Cordell.

## Sequel
Nel 1992 fu realizzato il terzo capitolo Maniac Cop 3 - Il distintivo del silenzio, diretto da William Lustig e sceneggiato da Larry Cohen.